# The House of Fear (film 1914)
The House of Fear è un cortometraggio muto del 1914. Il nome del regista non viene riportato nei credit del film.

## Produzione
Il film fu prodotto dalla Lubin Manufacturing Company.

## Distribuzione
Distribuito dalla General Film Company, il film - un cortometraggio in due bobine - uscì nelle sale cinematografiche USA il 19 febbraio 1914.